# Marco Zullo
Marco Zullo (ur. 29 października 1978 w Weronie) – włoski polityk i inżynier, poseł do Parlamentu Europejskiego VIII i IX kadencji.

## Życiorys
Ukończył szkołę średnią w Villafranca di Verona, a w 2005 studia z zakresu automatyki na Uniwersytet w Padwie. Pracował jako m.in. nauczyciel informatyki, webmaster, programista i menedżer produktu.
Zaangażował się w działalność polityczną w ramach Ruchu Pięciu Gwiazd. W wyborach w 2014 z listy tego ugrupowania, po ponownym przeliczeniu głosów preferencyjnych, uzyskał mandat eurodeputowanego. W 2019 z powodzeniem ubiegał się o reelekcję. W marcu 2021 zrezygnował z członkostwa w Ruchu Pięciu Gwiazd